# SN 2009bw
SN 2009bw – supernowa typu II odkryta 27 marca 2009 roku w galaktyce UGC 2890. W momencie odkrycia miała maksymalną jasność 16,00m.